# Malaxis cogniauxiana
Malaxis cogniauxiana är en orkidéart som först beskrevs av Rudolf Schlechter, och fick sitt nu gällande namn av Guido Frederico João Pabst. Malaxis cogniauxiana ingår i släktet knottblomstersläktet, och familjen orkidéer. Inga underarter finns listade i Catalogue of Life.

## Bildgalleri

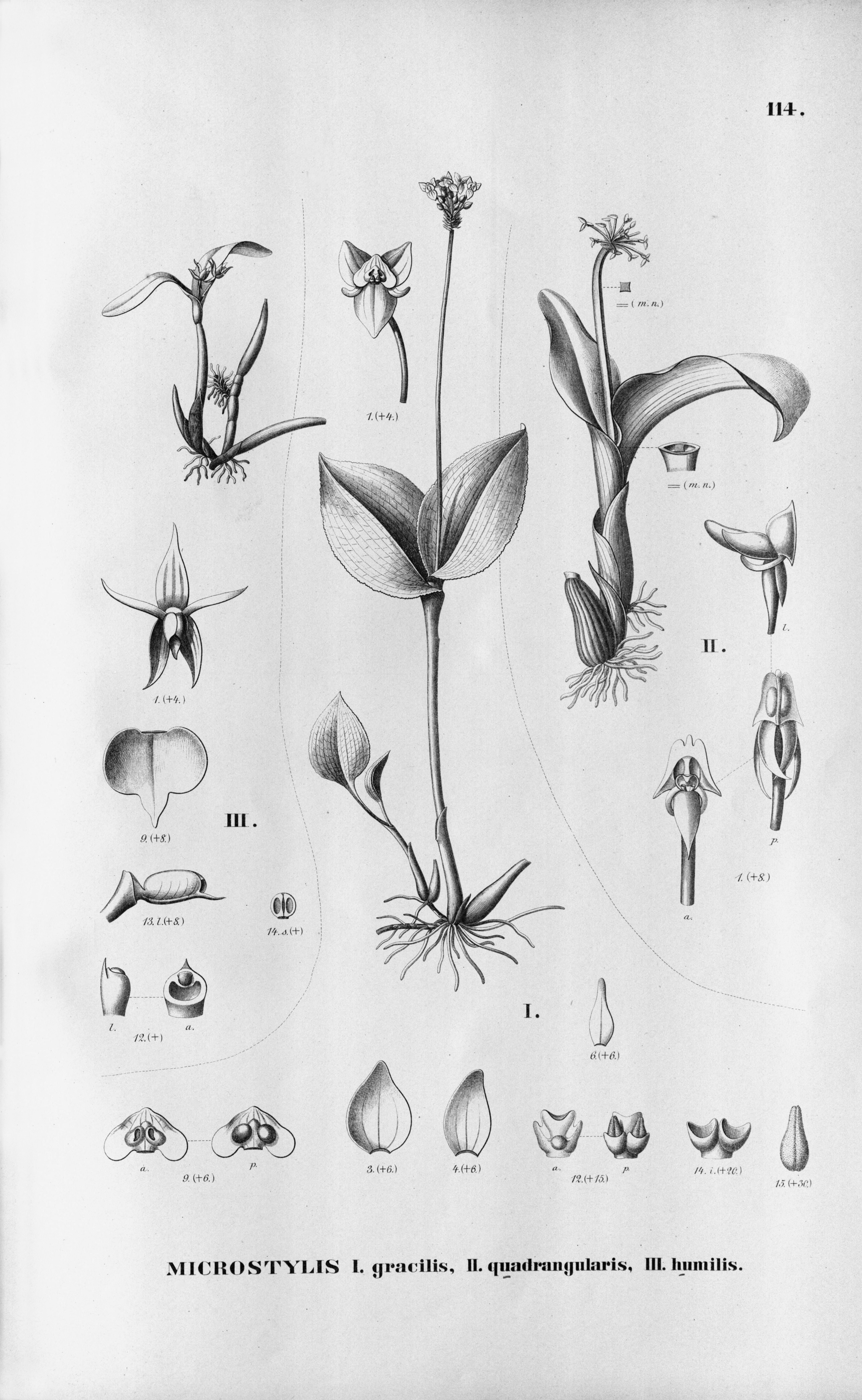